# Brezovica (Ub)
Pour les articles homonymes, voir Brezovica.
Brezovica (en serbe cyrillique : Брезовица) est un village de Serbie situé dans la municipalité d’Ub, district de Kolubara. Au recensement de 2011, il comptait 604 habitants.

## Démographie
| 1948 | 1953  | 1961 | 1971 | 1981 | 1991 | 2002 | 2011 |
| ---- | ----- | ---- | ---- | ---- | ---- | ---- | ---- |
| 964  | 1 003 | 911  | 872  | 816  | 726  | 668  | 604  |

|  |